# International League T20 2025
La International League T20 2025, conosciuta anche come DP World ILT20 2025 per motivi di sponsorizzazione, è stata la terza edizione della International League T20 (ILT20), una lega professionistica di cricket in formato Twenty20 negli Emirati Arabi Uniti, organizzata dall'Emirates Cricket Board (ECB). Il calendario delle partite è stato annunciato a novembre, con il campionato programmato dall'11 gennaio al febbraio 2025.
L'ILT20, con sede negli Emirati Arabi Uniti, ha ottenuto lo status di List A dalla ICC poco prima dell'inizio della sua seconda stagione. Si tratta del primo campionato di T20 gestito dal consiglio di una nazione associata a cui viene riconosciuto tale status. Il torneo sarà quindi riconosciuto come torneo ufficiale di T20 e tutte le statistiche del torneo avranno lo status ufficiale. In un comunicato, la ILT20 ha definito l'aggiornamento “un'importante pietra miliare” e un “grande impulso”.

## Squadre
I team hanno avuto la possibilità di mantenere i giocatori della scorsa stagione e di fare nuovi acquisti.
| Abu Dhabi Knight Riders | Desert Vipers | Dubai Capitals | Gulf Giants | MI Emirates | Sharjah Warriorz |                             |                             |                             |                             |
| Performance scorsa stagione | Performance scorsa stagione | Performance scorsa stagione | Performance scorsa stagione | Performance scorsa stagione | Performance scorsa stagione | Performance scorsa stagione | Performance scorsa stagione | Performance scorsa stagione | Performance scorsa stagione |
| --- | --- | --- | --- | --- | --- | --------------------------- | --------------------------- | --------------------------- | --------------------------- |
| 4ª posizione (Gironi - 3rd) | 5ª posizione (Gironi) | Finalista (Gironi - 4th) | 3ª posizione (Gironi - 2nd) | Vincitore (Gironi - 1st) | 6ª posizione (Gironi) |                             |                             |                             |                             |
| Head Coaches | | | | | |                             |                             |                             |                             |
| Dwayne Bravo | James Foster | Hemang Badani | Andy Flower | Robin Singh | JP Duminy |                             |                             |                             |                             |
| Capitani | | | | | |                             |                             |                             |                             |
| Sunil Narine | Lockie Ferguson | David Warner | James Vince | Nicholas Pooran | Tim Southee |                             |                             |                             |                             |
| Giocatori | | | | | |                             |                             |                             |                             |
| - Andre Russell - Joe Clarke - David Willey - Charith Asalanka - Michael Pepper - Laurie Evans - Ali Khan - Terrance Hinds - Andries Gous - Alishan Sharafu - Adhitya Shetty - Kyle Mayers - Jason Holder - Roston Chase - Shahid Bhutta - Vijayakanth Viyaskanth - Gudakesh Motie - Hassan Khan - Ibrar Ahmed - Phil Salt - Ismat Alam | - Alex Hales - Mohammad Amir - Bas de Leede - Rahmanullah Gurbaz - Wanindu Hasaranga - Max Holden - Adam Hose - Michael Jones - Azam Khan - Dan Lawrence - Kushal Malla - Ali Naseer - David Payne - Sherfane Rutherford - Nathan Sowter - Tanish Suri - Luke Wood - Fakhar Zaman - Sam Curran - Dhruv Parashar - Khuzaima Tanveer - Rahul Chopra | - Haider Ali - Sam Billings - Joe Burns - Dushmantha Chameera - Shai Hope - Zahir Khan - Scott Kuggeleijn - Obed McCoy - Jake Fraser-McGurk - Brandon McMullen - Gulbadin Naib - Rovman Powell - Akif Raja - Sikandar Raza - Adam Rossington - Dasun Shanaka - Olly Stone - Jeffrey Vandersay - Joe Weatherley - Najibullah Zadran - Farhan Khan - Zeeshan Naseer - Ayman Ahamed - Ammar Badami - Ankur Sangwan - Jash Giyanai | - Template:Cricon Mark Adair - Rehan Ahmed - Jordan Cox - Tom Curran - Tim David - Dominic Drakes - Gerhard Erasmus - Shimron Hetmyer - Chris Jordan - Aayan Afzal Khan - Adam Lyth - Tymal Mills - Blessing Muzarabani - Jamie Overton - Dipendra Singh Airee - Jamie Smith - Daniel Worrall - Ibrahim Zadran - Wahidullah Zadran - Zuhaib Zubair - Uzair Khan - Omid Shafi Rahman - Maroof Merchant - Harshit Seth | - Fareed Ahmad - Tom Banton - Ben Charlesworth - Thomas Draca - Fazalhaq Farooqi - Andre Fletcher - Akeal Hosein - Alzarri Joseph - Nosthush Kenjige - Dan Mousley - Kusal Perera - Kieron Pollard - Muhammad Rohid Khan - Waqar Salamkheil - Romario Shepherd - Jordan Thompson - Muhammad Waseem - Aryan Lakra - Zahoor Khan - Syed Haider - Simranjeet Kang - Allah Mohammad Ghazanfar - Will Jacks | - Tom Kohler-Cadmore - Jason Roy - Johnson Charles - Bhanuka Rajapaksa - Avishka Fernando - Virandeep Singh - Ethan D'Souza - Dilshan Madushanka - Adam Milne - Junaid Siddique - Adil Rashid - Ashton Agar - Muhammad Jawadullah - Traveen Mathew - Daniel Sams - Luke Wells - Keemo Paul - Harmeet Singh - Karim Janat - Rohan Mustafa - Matthew Wade - Tim Seifert - Adam Zampa - Moeen Ali |                             |                             |                             |                             |

## Sedi di gara
| Emirati Arabi Uniti                 | Emirati Arabi Uniti     | Emirati Arabi Uniti          |
| Dubai                               | Sharjah                 | Abu Dhabi                    |
| ----------------------------------- | ----------------------- | ---------------------------- |
| Dubai International Cricket Stadium | Sharjah Cricket Stadium | Sheikh Zayed Cricket Stadium |
| Capacità: 25,000                    | Capacità: 16,000        | Capacità: 20,000             |
|                                     |                         |                              |

### Classifica
| Pos | Squadra                 | G  | V | P | NR | Pt | NRR    |                            |
| --- | ----------------------- | -- | - | - | -- | -- | ------ | -------------------------- |
| 1   | Desert Vipers (R)       | 10 | 7 | 3 | 0  | 14 | 0,141  | Qualificato al Qualifier   |
| 2   | Dubai Capitals (C)      | 10 | 6 | 4 | 0  | 12 | −0,234 | Qualificato al Qualifier   |
| 3   | MI Emirates             | 10 | 5 | 5 | 0  | 10 | 0,805  | Qualificato all'Eliminator |
| 4   | Sharjah Warriorz        | 10 | 5 | 5 | 0  | 10 | −0,349 | Qualificato all'Eliminator |
| 5   | Gulf Giants             | 10 | 4 | 6 | 0  | 8  | −0,230 |                            |
| 6   | Abu Dhabi Knight Riders | 10 | 3 | 7 | 0  | 6  | −0,229 |                            |

### Fase a eliminazione diretta

#### Qualificator 1
| 5 febbraio 2025 Dubai International Cricket Stadium, Dubai | Desert Vipers | 189/7 (20 overs) - 193/5 (20 overs) | Dubai Capitals | Dubai Capitals vince di 5 wickets |

#### Torneo principale
|  | Play-off | Play-off         | Play-off       |                  |       | Semifinali    | Semifinali | Semifinali |  |  | Finale | Finale | Finale |  |
|  |          |                  |                |                  |       |               |            |            |  |  |        |        |        |  |
|  | 3        | MI Emirates      | 146/8          |                  |       |               |            |            |  |  |        |        |        |  |
|  | 3        | MI Emirates      | 146/8          |                  |       |               |            |            |  |  |        |        |        |  |
|  | 4        | Sharjah Warriorz | 149/4          |                  |       |               |            |            |  |  |        |        |        |  |
|  | 4        | Sharjah Warriorz | 149/4          |                  | Q1L   | Desert Vipers | 165/3      |            |  |  |        |        |        |  |
|  |          |                  |                |                  | Q1L   | Desert Vipers | 165/3      |            |  |  |        |        |        |  |
|  |          |                  | EW             | Sharjah Warriorz | 162/7 |               |            |            |  |  |        |        |        |  |
|  |          |                  |                | Sharjah Warriorz | 162/7 |               |            |            |  |  |        |        |        |  |
|  |          |                  |                |                  |       |               |            |            |  |  |        |        |        |  |
|  |          |                  |                |                  |       |               |            |            |  |  |        |        |        |  |
|  |          | Q1W              | Dubai Capitals | 191/6            |       |               |            |            |  |  |        |        |        |  |
|  |          |                  |                |                  |       |               |            |            |  |  |        |        |        |  |
|  |          |                  | Q2W            | Desert Vipers    | 189/5 |               |            |            |  |  |        |        |        |  |

##### Risultati fase eliminazione diretta
| 6 febbraio 2024 Dubai International Cricket Stadium, Dubai | MI Emirates      | 146/8 (20 overs) - 149/4 (18.5 overs) | Sharjah Warriorz | Sharjah Warriorz vince di 6 wickets |
| 7 febbraio 2024 Dubai International Cricket Stadium, Dubai | Sharjah Warriorz | 162/7 (20 overs) - 165/3 (16.4 overs) | Desert Vipers    | Desert Vipers vince di 7 wickets    |
| 8 febbraio 2024 Dubai International Cricket Stadium, Dubai | Desert Vipers    | 189/5 (20 overs)- 191/6 (19.2 overs)  | Dubai Capitals   | Dubai Capitals vince di 4 wickets   |

## Statistiche

### Maggior numero runs
| Runs                | Giocatore          | Team             | Innings | Abe   | HS  | 50s/100s |
| ------------------- | ------------------ | ---------------- | ------- | ----- | --- | -------- |
| 527                 | Shai Hope          | Dubai Capitals   | 12      | 65.87 | 101 | 3/1      |
| 493                 | Tom Banton         | MI Emirates      | 11      | 54.77 | 105 | 3/2      |
| 405                 | Alex Hales         | Desert Vipers    | 13      | 36.81 | 77* | 3/0      |
| 388                 | Tom Kohler-Cadmore | Sharjah Warriorz | 10      | 55.42 | 91* | 3/0      |
| 387                 | Sam Curran         | Desert Vipers    | 12      | 55.28 | 62* | 3/0      |
| Fonyr: ESPNcricinfo |                    |                  |         |       |     |          |

### Maggior numero wickets
| Wkts                | Giocatore           | Team                    | Inns | Econ | BBI  | 4W/5W |
| ------------------- | ------------------- | ----------------------- | ---- | ---- | ---- | ----- |
| 21                  | Fazalhaq Farooqi    | MI Emirates             | 11   | 7.56 | 5/16 | 1/1   |
| 17                  | Jason Holder        | Abu Dhabi Knight Riders | 10   | 7.82 | 4/23 | 1/0   |
| 16                  | Blessing Muzarabani | Gulf Giants             | 10   | 6.64 | 3/25 | 0/0   |
| 16                  | Alzarri Joseph      | MI Emirates             | 10   | 8.79 | 3/17 | 0/0   |
| 14                  | Mohammad Amir       | Desert Vipers           | 11   | 8.30 | 4/24 | 1/0   |
| 14                  | Adam Milne          | Sharjah Warriorz        | 12   | 8.01 | 3/33 | 0/0   |
| Fonte: ESPNcricinfo |                     |                         |      |      |      |       |

## Premi
| Cintura | Premio                     | Vincitore        | Team           |
| ------- | -------------------------- | ---------------- | -------------- |
| Green   | Maggior numero runs        | Shai Hope        | Dubai Capitals |
| White   | Maggior numero wickets     | Fazalhaq Farooqi | MI Emirates    |
| Red     | Most Valuable Player (MVP) | Sam Curran       | Desert Vipers  |
| Blue    | Best UAE Player            | Muhammad Waseem  | MI Emirates    |